# أكسل آكتاش
أكسل آكتاش (بالفرنسية: Aksel Aktas)‏ هو لاعب كرة قدم فرنسي في مركز الوسط، ولد في 15 يوليو 1999 في Audincourt ‏ في فرنسا. لعب مع ستاد ريمس.

## وصلات خارجية
- أكسل آكتاش على موقع اتحاد تركيا (لاعب) (الإنجليزية)
- أكسل آكتاش على موقع رابطة كرة القدم الفرنسية للمحترفين (الإنجليزية)
- أكسل آكتاش على موقع قاعدة بيانات كرة القدم.إي يو (الإنجليزية)
- أكسل آكتاش على موقع Soccerway.com (الإنجليزية)
- أكسل آكتاش على موقع عالم كرة القدم.نت (الإنجليزية)